# Trichrous bicolor
Trichrous bicolor är en skalbaggsart som först beskrevs av Sallé 1856.  Trichrous bicolor ingår i släktet Trichrous och familjen långhorningar.
Artens utbredningsområde är Haiti. Inga underarter finns listade i Catalogue of Life.